# Чаун, Эдуард Юрьевич
Эдуа́рд Ю́рьевич Ча́ун (р. 17 октября 1963) — советский и российский пловец, тренер по плаванию. Мастер спорта СССР международного класса. Личный тренер своей дочери Анастасии Чаун. Заслуженный тренер России.

## Биография
Как пловец специализировался на баттерфляе.
Старший тренер-преподаватель отделения плавания детско-юношеской спортивной школы № 7 Москвы.
Личный тренер своей дочери Анастасии Чаун.

### Семья
- Жена — Елена Георгиевна Чаун (р. 1962), советская и российская ватерполистка, тренер по плаванию. Чемпионка СССР по водному поло (1983).
- Дети:
  - Анастасия Эдуардовна Чаун (р. 1988), российская пловчиха. Чемпионка Европы 2010 года на дистанции 200 м брассом на длинной и короткой воде. Чемпионка России 2012 года на дистанции 200 м брассом.
  - Валерия Эдуардовна Чаун (р. 1990), российская пловчиха, детский тренер по плаванию.
  - Антон Эдуардович Чаун (р. 1992), российский пловец. Мастер спорта России.

## Награды и звания
- Заслуженный тренер России (2010)
- Почётный работник физкультуры, спорта и туризма города Москвы (2012)[3]